# Мосян Тонсьов
Мосян Тонсьов (кит. 墨香铜臭, піньїнь: Mòxiāng Tóngxiù, акад. Мосян Тунсю) — китайська (Тайвань) письменниця фентезійних романів у жанрі даньмей. Почала публікуватись на китайській літературній онлайн-платформі «Цзіньцзян».

## Біографія
Мосян Тонсьов — це письменницький псевдонім. Авторка склала його з двох словосполучень: 墨香 (Мосян) у перекладі з китайської означає «аромат чорнила», а 铜臭 (Тонсьов) — «запах грошей».
Цей псевдонім письменниця вибрала невипадково. У коледжі Тонсьов хотіла вивчати літературу, тоді як її мати наполягала, щоб вона вступила на економічний факультет. Мама казала їй, що так вона зможе «відчувати запах чорнила в одній руці та запах грошей в іншій». Таким чином псевдонім показує двоїстість занять письменниці.
У дитинстві Тонсьов не любила писати та мріяла стати манґакою. Хоча їй подобалося читати різні історії, вона тривалий час не наважувалася створювати власні. Інтерес Тонсьов до письменства прокинувся після читання фанфіків з аніме D.Gray-man.
Найвідомішим твором Мосян є «Засновник темного шляху», який є здобув велику кількість шанувальників як у самому Китаї, так і поза його межами, включно з Україною. За кілька років після виходу роман був адаптований на радіопостановку, дунхуа (аніме), маньхуа (комікси) та дораму «Неприборканий: Повелитель Ченьцін». Всі вони здобули велику популярність у Китаї та у всьому світі. Також згодом за мотивами роману були випущені повнометражні фільми спінофи дорами «Жива душа» та «Душа у сум'ятті».
Інші два твори Мосян Тонсьов, видані на сьогодні, теж дуже популярні, але переважно серед поціновувачів жанру даньмей, та мають дунхуа-адаптації, а також за мотивами «Благословення небесного урядника» у 2022 році була відзнята дорама «Щаслива зірка», яка поки ще не пройшла цензуру.

## Романи
- Благословення небесного урядника
- Засновник темного шляху
- Система «Врятуй себе сам» для головного лиходія